# Banikoara (arrondissement)
Ne doit pas être confondu avec Banikoara.
Banikoara, est un arrondissement de la commune Banikoara localisé dans le département de l'Alibori au Nord du Bénin.

## Histoire
Banikoara devient officiellement un arrondissement de la commune de Banikoara, le 27 mai 2013 après la délibération et adoption par l'Assemblée nationale du Bénin en sa séance du 15 février 2013 de la loi n° 2013-05 du 15 février 2013 portant création, organisation, attributions et fonctionnement des unités administratives locales en République du Bénin.

## Administration
L'arrondissement de Banikoara fait partie des 10 que compte la commune Banikoara.
L'arrondissement de Banikoara contient les villages de Arbonga, Demanou, Derou Garou, Kokire, Kommon, Kori Ginguiri, Orou Gnonrou, Tokey Banta, Wagou, Weterou et Yadikparou.

## Population
Selon le recensement général de la population et de l'habitation (RGPH4) de l'Institut national de la statistique et de l'analyse économique (INSAE) au Bénin en 2013, la population de Banikoara compte 4 914 ménages avec 37 571 habitants.
| Indicateur           | 2013   |
| -------------------- | ------ |
| Nombre de ménages    | 4 914  |
| Population féminine  | 18 867 |
| Population masculine | 18 704 |
| Population totale    | 37 571 |